# カスタマーサポート
カスタマーサポート（英: customer support）、顧客サポート、または顧客支援は、顧客が製品を費用対効果が高く正しく使用できるようにするためのカスタマーサービスの一種である。製品の計画、インストール、トレーニング、トラブルシューティング、メンテナンス、アップグレード、および廃棄の支援を行う。 
携帯電話、テレビ、コンピュータ、ソフトウェア製品、その他の電子製品や機械製品などのテクノロジー製品については、テクニカルサポートと呼ばれる。 
カスタマーサポートは、顧客満足度調査のデータを得る主要な方法のひとつであり、顧客維持率を高める（解約率を下げる）方法と見なされている。

## サポートの自動化
サービス組織の自動化は、たとえば、平均修復時間（MTTR）の短縮を目指している。
カスタマーサポートの自動化には、既知の問題のナレッジベース構築と、多くの場合エキスパートシステムによる配信メカニズムでインシデントをサポートするための解決策が含まれる。サービス自動化プラットフォームには、プロアクティブサポート、アシストサポート、セルフサポートなどの一連のサポートソリューションが含まれている。
自動化されたサポートにより、サービス組織は、アラームを監視し、問題を早期に特定し、問題が発生する前に問題を解決することで、 24時間年中無休で顧客にサービスを提供できる。自動化されたアシストサポートにより、問題を即座に解決すべき場所へのリモートアクセスが可能となる。サポートされているアプリケーションと共存するデバイスやアプリケーションの情報収集を自動化することで、問題を迅速に検出して修正することができる。
自動セルフサポートは、セルフサポートプロセスを自動化し、ユーザーをセルフヘルプ診断やオンラインライブラリまたはナレッジベースからのトラブルシューティングから解放する。サポート自動化ソリューションは、顧客関係管理（CRM）システムおよびネットワーク管理システム（NMS）と統合でき、機械的に解決された問題やインシデントを集計する管理者に完全な顧客レポートを提供し、 Sarbanes–Oxley 、 21CFRパート11、HIPPAなどの業界規制へのコンプライアンスを確保する。

### 種類
- プロアクティブ・サポート・オートメーションとは、ダウンタイムを最小限に抑え、24時間年中無休の可用性を実現するサポート自動化ソリューションを指す。これは、問題の監視と問題解決を可能にする診断手順を使用した継続的なヘルスチェック追跡によって実現される。機械学習や機械推論などの新しい分析手法により、プロアクティブなサポート機能がさらに有効になる。
- プリエンプティブ・サポート・オートメーションとは、ログファイル、データベースクエリ、構成の変更など、アプリケーションまたはサービスから生成または選別された情報を利用するサポートソリューションである。この情報を利用して、サービスの低下や中断を予測する。その結果、基盤となるアプリケーションのサービス/アプリケーションの可用性が向上する。先読みの活動は、クラス最高の組織がコスト管理と顧客体験を新しいレベルに引き上げ、信頼と顧客ロイヤリティを構築する。先読みにより、対象となる製品のサービス継続性とパフォーマンスへの効果にプラスに働く。
- セルフサポートの自動化とは、問題やインシデントを自動的かつ正確に診断して解決するためのセルフヘルプおよび簡単なトラブルシューティングソリューションのためのオンラインライブラリとツールを提供する。新しいテクノロジーとして、チャットボットやバーチャルアシスタントも提供される。
- アシストサポートの自動化は、サポート担当者が診断とトラブルチケット解決のために顧客のデスクトップまたはサーバーにリモートアクセスできるようにするソフトウェアである。

## 対話方法
企業がサポートのために顧客に提供する対話方法は以下の通りである。
電話サポート
顧客は電話でサポート担当者と直接話しをする。入電の場合自動音声応答装置により入電をさまざまな方法で振り分け、顧客の要求や問題を効率的に解決することを目標とする。電話サポートは、注文受付、販売前の問い合わせ、追加購入、トラブルシューティングなどによく使用される架電は、情報を提供または取得するためにコールセンターから顧客に発信されるコールである。
オンラインチャット
ウェブ訪問者が支援を求めるオンラインチャットでは、プロバイダーのウェブサイト上で文字によるチャットを開始する。カスタマーサポート担当者は、ウェブ訪問者と対話し、要件を理解し、質問を解決して、対話を終了する。または、要件に基づいて、カスタマーサポート担当者がウェブ訪問者とのチャットを開始することもできる。チャットに関与する両方の当事者がオンライン翻訳サービスを使用して通信できるため、異なる言語でもサポート可能である。また、電話サポートよりも邪魔にならないように考えられている。 生のチャットサポートは、リードの生成と履行、キャンペーン管理、販売前と販売後の問い合わせ、苦情登録、技術サポートなどによく使用される。
メールサポート
電子メールは、問題が即時の回答を必要としない場合に、顧客にウェブベースの支援を提供するための主要な手段として使われる。低コストで、邪魔にならず、いつでもどこにいてもアクセスできることは、電子メールにある利点である。トラブルチケットシステムとCRMアプリケーションは、特定の顧客との一連のフォローアップ通信を追跡するのに役立つ。電子メール応答管理を介して提供されるサービスは、請求処理、ポーリング/メディア分析、サブスクリプションサービス、トラブルシューティング、苦情登録などである。
ソーシャルメディア
FacebookやTwitterのようなソーシャルメディアプラットフォームを媒介して行うサポート方法もある。顧客は、これらのソーシャルメディアを介して会社の担当者と対話することにより、質問をしたり、苦情を述べたり、疑問点を明確にすることができる。この方式は、電話、ライブチャット、電子メールなどの従来のメディアと同じくらい使われている。
リモートサポート
これはコンピューターのソフトウェアのトラブルに固有のサポート方法である。特定の場所にあるコンピューターの問題を別の場所にあるコンピューターから解決する方法である。企業は、リモートサポートを通じてかなりの設備投資を節約できる。 技術者は、世界のさまざまな地域にある顧客のコンピューターにアクセスできるツールを利用する。彼らは、離れた場所からソフトウェア関連の問題にアクセスして修復できるため、技術者が顧客の施設を訪問する必要性が軽減される。デスクトップからクラウドへのアプリケーションの移動に伴い、 コブラウジングなどの新しい形式のブラウザベースのリモートサポートが開発された。
オンサイトサポート
オンサイトサポートは、テレビの修理、スペアパーツの交換、エアコンの整備などのハードウェア関連の問題など、現場にいないと出来ない特定の種類の支援を行う。修理のために機器を取り寄せることもある。